# ZAXIA
ZAXIA（ザクシア）は、2011年からGSユアサエナジー（旧・パナソニックストレージバッテリー）が製造し出光興産が発売していたカーバッテリーである。
GSユアサが手掛けていたかつての既存ブランド・ダイハードシリーズより移行。全額出資子会社・アポロリテイリング（現：アポロリンク）を通じて日本全国にある同社販売ネットワークにて流通していた。
最大4年保証で、状態検知ユニット・「ライブモニター」（パナソニックのLifeWINKのOEM）も標準で搭載している。
テレビCMは2種類ある（2011年7月現在）。

## 沿革
- 2011年（平成23年） - ダイハードブランドから移行、OEM元をGSユアサグループのジーエス・ユアサ バッテリーからパナソニックグループのパナソニックストレージバッテリーに移行し新ブランドとして発売。
- 2016年（平成28年） - パナソニックストレージバッテリーが株式をGSユアサに売却されGSユアサエナジーとなったことに伴い、OEM元のグループのみGSユアサグループに回帰。製品そのものはパナソニックブランドの系譜のまま。
- 2021年（令和3年） - 出光が昭和シェル石油との統合に伴い発足させる「apollostation」ブランド店舗での取り扱いを前提とした新プライベートブランド「ZERIOUS」（ゼリオズ）の誕生に伴い、「ZERIOUSバッテリー」に移行（OEM元はGSユアサエナジーを継続、ただし「ライブモニター」の添付は廃止）。

## CM出演者
- 永野宗典（ほんと編）
- 皆川猿時（ひと目編）